# Ramón José Castellano
Ramón José Castellano (* 15. Februar 1903 auf Villa Dolores, Argentinien; † 27. Januar 1979 in Córdoba, Argentinien) war ein argentinischer Geistlicher und römisch-katholischer Erzbischof von Córdoba.

## Leben
Ramón José Castellano empfing am 18. September 1926 die Priesterweihe für das Bistum Córdoba. 
Am 24. November 1945 ernannte ihn Papst Pius XII. zum Titularbischof von Flavias und zum Weihbischof im Erzbistum Córdoba. Die Bischofsweihe am 28. April 1946 spendete ihm der Erzbischof von Córdoba, Fermín Emilio Lafitte; Mitkonsekratoren waren Froilán Ferreira Reinafé, Bischof von La Rioja, und Alfonso María Buteler, Erzbischof von Mendoza.
Papst Johannes XXIII. ernannte ihn am 26. März 1958 zum Erzbischof von Córdoba. Am 19. Januar 1965 nahm Papst Paul VI. seinen Rücktritt an und ernannte ihn zum Titularerzbischof pro hac vice von Iomnium. Auf den Titularsitz verzichtete er am 20. Dezember 1970.
Er war Konzilsvater der ersten und zweiten Sitzungsperiode des Zweiten Vatikanischen Konzils.